# La Chapelle-aux-Filtzméens
La Chapelle-aux-Filtzméens (auf Gallo: „La Chapèll-ez-Fius-Men“, auf Bretonisch: „Chapel-Hilveven“) ist eine Gemeinde in der Bretagne in Frankreich. Sie gehört zum Département Ille-et-Vilaine, zum Arrondissement Saint-Malo und zum Kanton Combourg. Die Bewohner nennen sich Capelle-Filismontin.

## Geographie
Das Siedlungsgebiet liegt durchschnittlich auf 83 Metern über Meereshöhe. Im Südosten der Gemeindegemarkung resp. im Ortsteil „La Village“ verläuft der Canal d’Ille-et-Rance sowie das parallel verlaufende Flüsschen Donac. An der nordöstlichen Gemeindegrenze verläuft der Linon. Die Gemeinde grenzt im Norden an Meillac, im Osten an Combourg, im Süden an Québriac, im Westen an Saint-Domineuc und im Nordwesten an Pleugueneuc.

## Bevölkerungsentwicklung
| Jahr      | 1962 | 1968 | 1975 | 1982 | 1990 | 1999 | 2008 | 2017 |
| --------- | ---- | ---- | ---- | ---- | ---- | ---- | ---- | ---- |
| Einwohner | 365  | 358  | 302  | 297  | 314  | 382  | 686  | 815  |

## Sehenswürdigkeiten
- Schloss, Monument historique
- Kirche Saint-Joseph
- Kriegerdenkmal

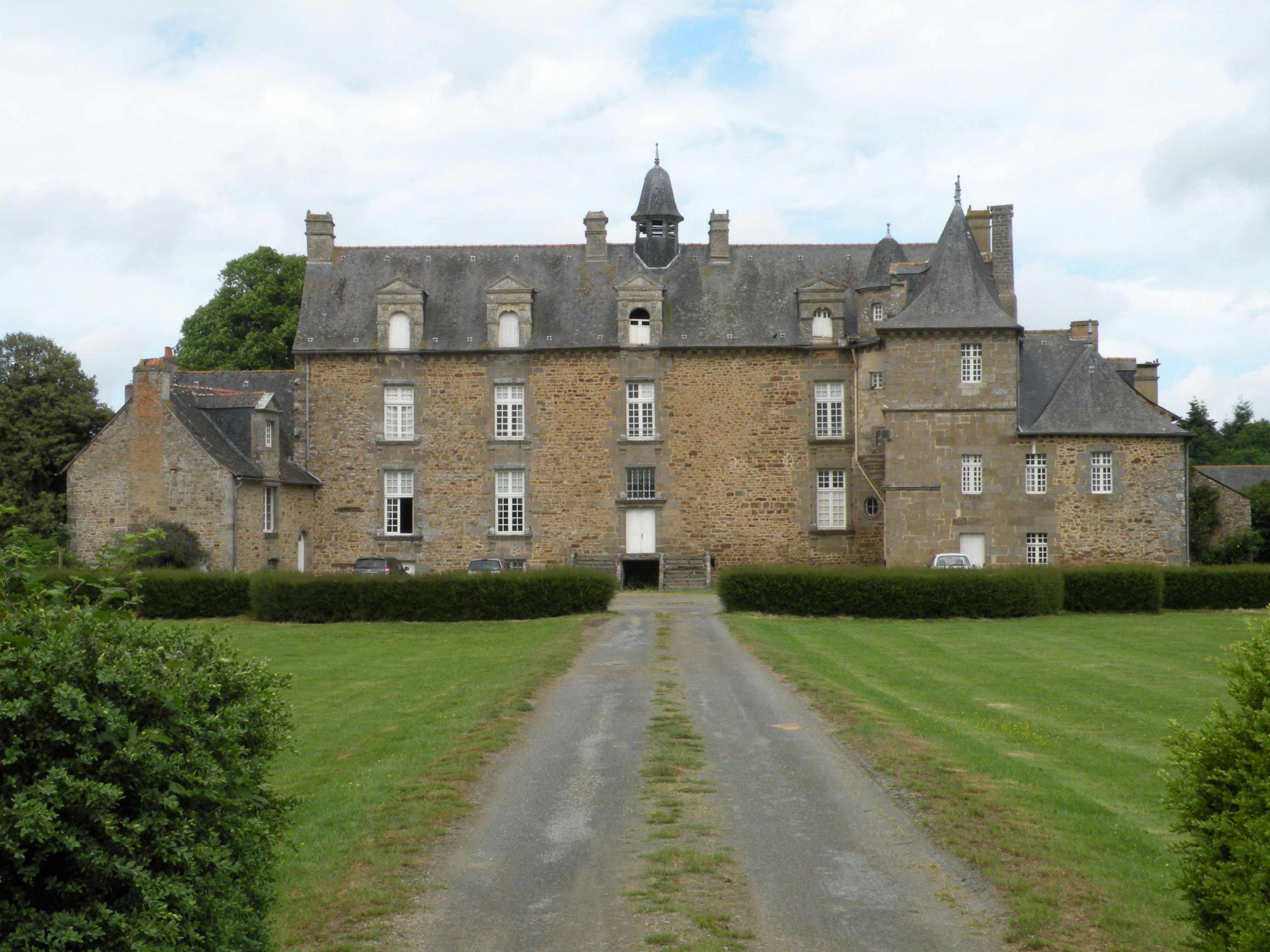
Schloss von La Chapelle-aux-Filtzméens
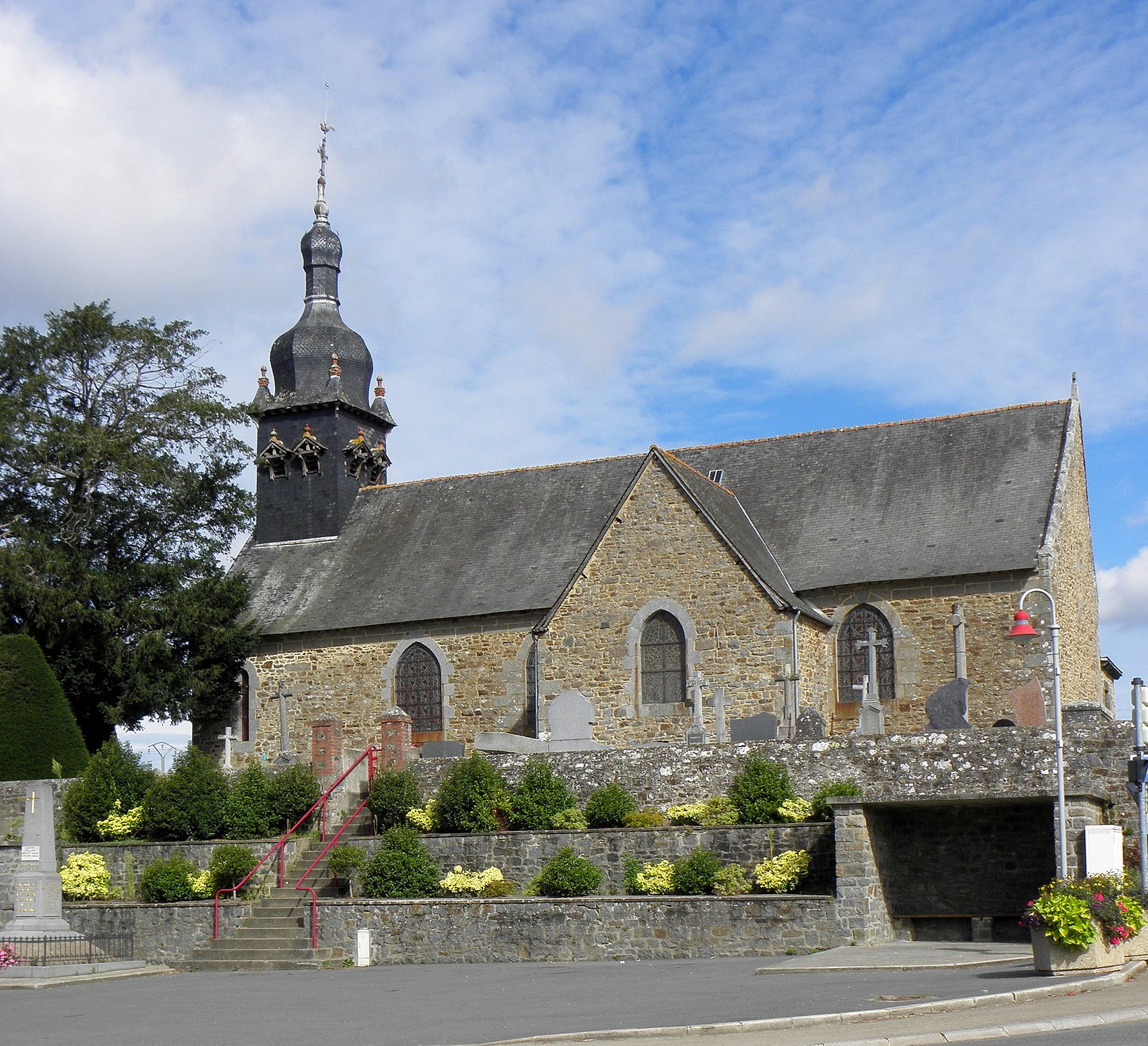
Kirche Saint-Joseph